# Castel Sant'Angelo (film)
Castel Sant'Angelo è un film documentario del 1947 diretto da Alessandro Blasetti.